# Mercury Ridge
Mercury Ridge ist ein rund 700 m hoher und in südwest-nordöstlicher Ausrichtung 7,5 km langer Gebirgskamm an der Fallières-Küste des Grahamlands auf der Antarktischen Halbinsel. Er ragt südlich des Mount Diamond und östlich von Centre Island am Ufer der Square Bay auf.
Das UK Antarctic Place-Names Committee benannte ihn 2014 nach dem „Götterboten“ Merkur, der im Emblem des Royal Corps of Signals abgebildet ist.